# 6 Inch
6 Inch "é uma canção gravada pela cantora americana Beyoncé para seu sexto álbum de estúdio, Lemonade. A canção foi escrita por Abel Tesfaye, Knowles, Danny Schofield, Benjamin Diehl, Terius Nash, Ahmad Balshe, Jordan Asher, David Portner, Noah Lennox, Brian Weitz, Burt Bacharach e Hal David, a música contém uma amostra de "Walk On By" de Isaac Hayes e apresenta uma interpolação de "My Girls",  da banda neo-psicodélica Animal Collective. 
O videoclipe da música é parte de um filme de uma hora com o mesmo título de seu álbum principal, originalmente exibido na HBO.

## Composição e Precedentes
O produtor musical Ben "Billions" Diehl conversou com a Billboard sobre seu trabalho com grandes artistas e mencionou que Beyoncé já conhecia a  música desde 2013. De acordo com Diehl, ele, rapper Belly e produtor Danny Boy Styles se conheceram em outubro do mesmo ano para trabalhar em músicas. "Originalmente era música com a participação do rapper French Montana", disse Diehl. "Recebemos uma resposta que Beyoncé gostou e então decidimos: devemos continuar trabalhando juntos, acho que eles chegaram a algum lugar. Acontece que você não sabe quando chegará esse dia. Quando uma cantora lançou seu álbum visual de surpresa em dezembro de 2013 , Diehl foi rápido para verificar uma lista de músicas, mas "6 Inch" não estava lá. "Tudo correu bem." Diehl conclui. Após três anos, em 2016, a música finalmente saiu no sexto álbum de Beyoncé, Lemonade ". com uma aparição do The Weeknd.

## Apresentação ao vivo
A música foi incluída no repertório da The Formation World Tour no último show, em 7 de outubro de 2016, no MetLife Stadium de Nova Jersey com a cantora cantando a música enquanto estava suspensa de cabeça para baixo.

## Desempenho nas tabelas musicais

### Posições
| Tabela musical (2016)                                  | Melhor posição |
| ------------------------------------------------------ | -------------- |
| Austrália Urban Singles                                | 6              |
| Bélgica (Ultratop)                                     | 15             |
| Canadá (Canadian Hot 100)                              | 31             |
| Escócia (The Official Charts Company)                  | 31             |
| Estados Unidos (Billboard Hot 100)                     | 18             |
| Estados Unidos (Top R&B/Hip-Hop Songs)                 | 10             |
| França (Syndicat National de l'Édition Phonographique) | 47             |
| Grécia (Greece Digital Songs)                          | 4              |
| Reino Unido (UK Singles Chart)                         | 35             |
| Reino Unido (UK R&B Singles Chart)                     | 11             |
| Suécia (Sverigetopplistan)                             | 4              |
| União Europeia (Euro Digital Songs) (Billboard)        | 6              |